# 拉曼旋光

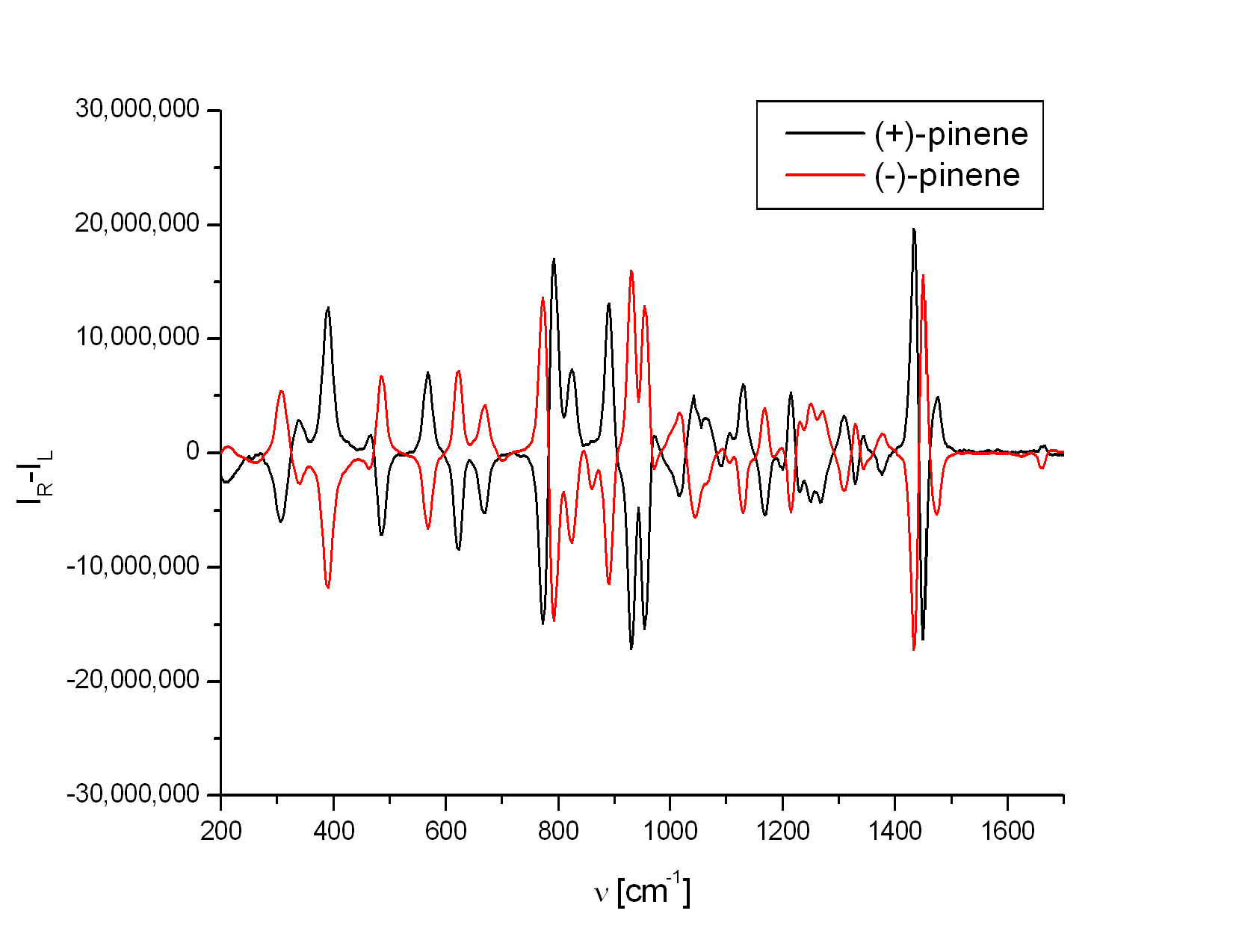
(+) i (-) 蒎烯的拉曼旋光光譜

拉曼旋光（Raman optical activity, ROA）是一種振動光譜能夠依據拉曼散射光左旋與右旋偏振光強度的不同，來判斷化合物的掌性。

## 拉曼旋光的發展史
此項儀器最初是由當時在牛津大學的Laurence D Barron及Peter_Atkins開始研究。而後在劍橋大學進一步的被Barron和A._David_Buckingham被進一步的研發。
接著許多相關的發展是由佛萊堡大學的Werner Hug及格拉斯哥大學的Laurence Barron所完成，例如拉曼旋光活性的實際應用相關儀器。

## 拉曼旋光的理論
簡單的說，拉曼旋光是基於偏振光及對掌異構物的旋光張量的交互作用，導致拉曼散射的左旋和右旋偏振光強度會有所不同。不同波數的光譜強度的差異可以被用以判斷樣品裡立體中心的相關資訊。
拉曼旋光的形式取決於入射光及散射光的極化方式。例如在散射光圓偏極化（scattered circular polarization, SCP）的實驗中，量測的是散射光與線性極化的入射光之間的差異；又例如在雙圓偏振（dual circular polarization, DCP）中，入射光與散射光皆為圓偏振光，所量測的主要是同相位（DCPI）或異相位 （DCPII）(Phase difference)。

## 拉曼旋光的生物運用[3]
因為具有對掌性的高靈敏度，拉曼旋光常被用來偵測水溶液中生物分子的結構及行為表現，像是蛋白質、核酸、醣類及病毒的結構。雖然此方法無法像結晶這類方法一樣達到原子等級的解析度，但是他可以量測較真實情況下（溶液中）的動態過程。

## 拉曼旋光的儀器
相關儀器介紹請參考 Laurence Barron 的網頁。